# الحرب الإنجليزية-الفرنسية (1627 – 1629)
الحرب الإنجليزية - الفرنسية هي حرب عسكرية نشبت بين مملكتي فرنسا وإنجلترا بين عامي 1627 و1629، وتضمنت بشكل رئيس نشوب معارك بحرية بين الطرفين. كان حصار لا روشيل (1627-28)، الذي دعم فيه الإنجليز الهوغونتيين الفرنسيين في قتالهم ضد القوات الملكية الفرنسية التابعة للويس الثالث عشر، الشرارة التي أشعلت الحرب. أصبحت لا روشيل، معقل الهوغونتيين الفرنسيين، قابعة تحت حكمهم الذاتي، كما شكلت مركزًا لقوتهم البحرية، وأقوى مركز للمقاومة ضد الحكومة المركزية. شن الإنجليز حملة ضد مستعمرة فرنسا الجديدة في أمريكا الشمالية أدت إلى الاستيلاء على جزء كبير من الأراضي بما فيها مقاطعة كيبك.

## خلفية عامة
حدثت الحرب في أعقاب فشل التحالف الإنجليزي الفرنسي عام 1624، والذي حاولت فيه إنجلترا أن تصنع من فرنسا حليفًا لها ضد قوة آل هابسبورغ، لكن موقف القيادة السياسة الفرنسية تطور لمنحى آخر مع تولي الكاردينال ريشيليو السلطة عام 1624. في عام 1625، استخدم ريشيليو السفن الحربية الإنجليزية في هزيمة الهوغونتيين إبان معركة استعادة جزيرة ريه (1625)، ما أثار الغضب في إنجلترا.
في عام 1626، أبرمت فرنسا سلامًا سريًا مع إسبانيا، ونشبت نزاعات داخل أسرة هنريتا ماريا. بالإضافة إلى ذلك، بنت فرنسا قوة بحرية، ما عزز من قناعة الإنجليز بضرورة معارضة فرنسا.
في يونيو 1626، أُرسِلَ والتر مونتاغو إلى فرنسا للتواصل مع معارضين من النبلاء، وبدأ في مارس 1627 بتنظيم تمرد فرنسي، وكانت الخطة تتلخص في إرسال أسطول إنجليزي لتعزيز ودعم هذا التمرد، بالتزامن مع إطلاق ثورة هوغونتيين جديدة على يد دوق روهان هنري وأخيه سوبز.

## الحرب

### حملة جزيرة ري
أرسل ملك إنجلترا تشارلز الأول دوق بكنغهام الأول جورج فيليرز مع أسطول مكون من 80 سفينة. في يونيو 1627، نظم باكنغهام رسوًا في جزيرة إيل دي ري المجاورة لستة آلاف رجل لمساعدة الهوغونتيين. وعلى الرغم من كون الجزيرة معقلًا للبروتستانت، فإنها لم تنضم مباشرة إلى التمرد ضد الملك. وقد حاول الإنجليز بقيادة دوق بكنغهام الاستيلاء على مدينة سان-مارتين-دو-ري المحصنة إبان استعادة جزيرة ريه عام 1625، ولكن محاولتهم صُدت بعد ثلاثة أشهر. تمكنت القوارب الملكية الفرنسية الصغيرة من تزويد سان-مارتين بالمؤن رغم الحصار الإنجليزي المفروض عليها. وفي النهاية، نفد مال ودعم بكغنهام، كما أضعفت الأمراض جيشه. بعد هجوم أخير على سان-مارتين، هُزِم الإنجليز هزيمة فادحة، وغادروا مع سفنهم.

### حملة لا روشيل
حاولت إنجلترا إرسال أسطولين آخرين لنجدة لا روشيل. وغادر الأول، بقيادة إيرل دينبغ ويليام فيلدينغ، في 1628 أبريل، ولكنه عاد دون قتال إلى بورتسموث، حيث قال «إنه لا يملك أي تفويض لتهديد سفينة الملك بالقتال وعاد إلى بورتسموث». في حين غادر الأسطول الثاني الذي نظمه بكنغهام قبيل اغتياله بقيادة إيرل ليندسي في أغسطس 1628، وتألف من 29 سفينة حربية و 31 سفينة تجارية، وفي سبتمبر 1628، حاول الأسطول الإنجليزي نجدة المدينة. بعد قصف المواقع الفرنسية ومحاولة إخضاع الجدار البحري دون جدوى، اضطر الأسطول الإنجليزي إلى الانسحاب والمغادرة، وبعد خيبة الأمل الأخيرة بالإنجليز، استسلمت المدينة في 28 أكتوبر عام 1628م.

### حملة فرنسا الجديدة
شنت قوة إنجليزية بقيادة ديفيد كيرك حملة ضد فرنسا الجديدة عام 1628، وكان هدفها مستعمرة كيبك الفرنسية بقيادة صمويل دو شامبلان. أبحرت القوة في نهر سانت لورانس واحتلت تادوساك وكاب تورمنتي. وضع كيرك على الفور حجارة على المستعمرات الفرنسية ثم حاصر سانت لورانس. نجح الإنجليز في الاستيلاء على قافلة إمداد كانت متجهة إلى فرنسا الجديدة، ما أضر بشدة بقدرة تلك المستعمرة على المقاومة. أجبر الشتاء كيرك على العودة إلى إنجلترا، وبمجرد سماعه للنجاحات التي حققها الأسطول، رفع الملك شارل الأول من عتاده ليتمكن من العودة في الربيع. وتأمل سكان شامبلين الذي كانوا على مشارف المجاعة في وصول أسطول لإغاثتهم، إلا أن الإنجليز اعترضوا هذا الأسطول واستولوا عليه في طريقه إلى كيبك. أصبح كيرك الآن على بينة من وضعية الظروف الصعبة هناك وطالبهم بالاستسلام؛ لم يكن أمامهم أي بديل، واستسلمت شامبلين في 19 يوليو 1629. احتل الإنجليز المستعمرة وعين كيرك حاكمًا.